# Kuźnieckie Zagłębie Węglowe
Kuźnieckie Zagłębie Węglowe, Kuzbas (ros. Кузнецкий угольный бассейн, Кузбасс) – zagłębie węglowe w Rosji, położone w obwodzie kemerowskim i nowosybirskim oraz Kraju Ałtajskim. 
Udokumentowane złoża Kuzbasu wynoszą ok. 161 mld ton.
Eksploatację złóż węgla kamiennego prowadzi się od roku 1851. Pokłady mają miąższość nawet przekraczającą 10 metrów, a wydobycie prowadzi się nie tylko metodą głębinową, lecz także odkrywkową. 

## Wydobycie węgla
Wydobycie w zagłębiu wzrasta – od 115 do 185 milionów ton (za 10 lat do roku 2013) i stanowi połowę wydobycia węgla kamiennego Rosji.

## Katastrofy górnicze
- 16 czerwca 1990 – kopalnia Dymitrowa, zalanie, 12 ofiar
- 1 grudnia 1992 – Kopalnia Szewiakowa, pożar, 25 ofiar
- 1 grudnia 1997 – Kopalnia Zyrianowskaja, 90 ofiar
- 21 marca 2000 – Kopalnia Komsomolec, 12 ofiar
- 11 marca 2004 – Kopalnia Tajżyńska, wybuch metanu, 47 ofiar
- 9 lutego 2005 – Kopalnia Esaulska, wybuch metanu, 25 ofiar
- 19 marca 2007 – Katastrofa górnicza w kopalni Uljanowskaja, 110 ofiar
- 24 maja 2007 – Kopalnia Jubilejnaja, 38 ofiar
- 8 maja 2010 – Katastrofa górnicza w kopalni Raspadskaja, 91 ofiar